# Prehistorie van Mongolië

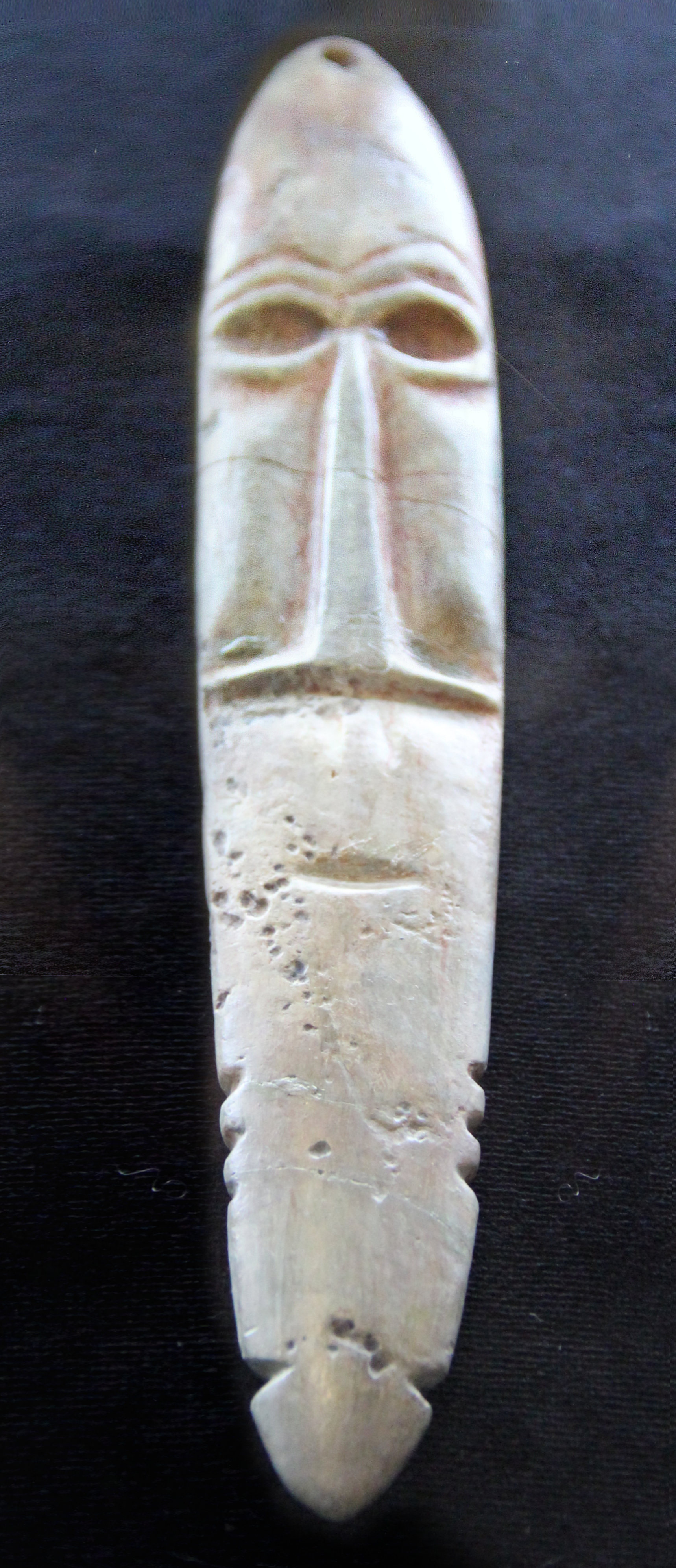
neolithisch stenen amulet, Dornod, Mongolië, 4000-3000 v.Chr

De prehistorie van Mongolië omvat de periode van de geschiedenis van Mongolië van de eerste vroege mensen tot de eerste vermeldingen in de Chinese kronieken.

## Paleolithicum
Waarschijnlijk al 800.000 jaar geleden leefde Homo erectus in Mongolië, maar fossielen daarvan zijn nog niet gevonden. In de zuidelijke Gobi-regio zijn wel stenen werktuigen gevonden die mogelijk tot 800.000 jaar oud zijn. 
Het klimaat was toen milder dan nu. De bergen waren bedekt met loof- en naaldbossen. Antilopen en mammoeten leefden in de weelderige weilanden.

### Laatpaleolithicum
In de vallei van de Tolbor, een zijrivier van de Selenga, werden op de site Tolbor-16 stenen werktuigen van bijna 45.000 jaar oud ontdekt, het oudste bewijs van de aanwezigheid van anatomisch moderne mensen (Homo sapiens) in wat nu Mongolië is. Het oudste in Mongolië gevonden fossiel van de moderne mens is de Salhit-schedel van ongeveer 34.000 jaar oud. Het land werd toen bevolkt door mammoeten, neushoorns, herten, bizons, ezels en antilopen.
Belangrijke laatpaleolithische vindplaatsen zijn de grotschilderingen van Hoid Tsenheriin Agui in de provincie Hovd, en Tsagaan Agui in de provincie Bajanhongor. 

## Mesolithicum
In het mesolithicum, ongeveer 12.000 tot 7.000 jaar geleden, begonnen mensen pijl en boog te gebruiken en huisdieren te houden. 

## Neolithicum
In de provincie Dornod is een nederzetting van neolithische landbouwers gevonden. Vondsten uit dezelfde tijd in West-Mongolië omvatten alleen tijdelijke kampementen van jagers en vissers. 

## Bronstijd
In de bronstijd, rond 2500 tot 1000 v.Chr., ontwikkelde de cultuur van de regio zich snel dankzij de talrijke koperafzettingen in Mongolië. Tegelijkertijd bleef het klimaat echter afkoelen, waardoor het te koud werd om landbouw te bedrijven, en de mensen werden uiteindelijk nomaden die vee fokten. Kunstvoorwerpen uit deze periode bewijzen dat paarden, geiten en schapen toen al een grote rol speelden in de samenleving.
Het nomadisme te paard is gedocumenteerd door archeologisch bewijs in Mongolië tijdens de Afanasjevocultuur uit de koper- en bronstijd (3500-2500 v.Chr.). 
De plaatgrafcultuur uit de late bronstijd en vroege ijzertijd verspreidde zich over Noord-, Centraal- en Oost-Mongolië, Binnen-Mongolië, Noordwest-China (Xinjiang, Qilian-gebergte enz.), Mantsjoerije, Kleine Hinggan, Boerjatië, de oblast Irkoetsk en kraj Transbaikal. 

### Hertenstenen
Hertenstenen (ook wel rendierstenen genoemd) zijn eeuwenoude megalieten met daarop symbolen gegraveerd. Ze zijn overal in centraal en oostelijk Eurazië te vinden, maar vooral in Mongolië en Siberië. Mogelijk markeerden ze de graven van belangrijke personen. Latere bewoners van het gebied hebben ze vaak hergebruikt om hun eigen grafheuvels te markeren, en mogelijk ook voor andere doeleinden. 
De hertenstenen en de alomtegenwoordige hirigsüürs (kleine stenen grafheuvels) stammen mogelijk al uit deze tijd. Sommige onderzoekers beweren dat hertenstenen hun oorsprong vonden in het sjamanisme en dat ze vermoedelijk al in de late bronstijd, rond 1000 v.Chr., werden geplaatst. Volgens andere theorieën dateren de hertenstenen uit de ijzertijd (7e of 8e eeuw v.Chr.).

## IJzertijd
In de 8e eeuw v.Chr. waren de bewoners van het westelijke deel van Mongolië nomadische Indo-Europese Scythische volkeren. In 2006 werd in het Altajgebergte in Mongolië de mummie van een Scythische krijger gevonden, waarvan men denkt dat deze ongeveer 2500 jaar oud was. Het betrof een 30 tot 40 jaar oude man met blond haar. In de buurt van Ulaangom is een groot grafcomplex uit de ijzertijd uit de 5e tot 3e eeuw v.chr. opgegraven, dat later ook door de Xiongnu werd gebruikt. 
In de centrale en oostelijke delen van Mongolië waren er meerdere andere stammen die voornamelijk Noordoost-Aziatische kenmerken hadden. 
In de 3e eeuw v.Chr. vielen de Xiongnu de Chinese staten in het zuiden binnen. Ze werden met succes teruggeslagen en als reactie op de frequente Mongoolse invallen begon keizer Qin Shi Huangdi met de bouw van de Chinese Muur, waarbij hij reeds bestaande vestingmuren met elkaar verbond en uitbreidde. Volkeren uit de steppe, zoals de Xianbei, de Toba en de Rouran, braken echter herhaaldelijk door de muur en plunderden Chinese gebieden, waarbij ze soms zelfs hun eigen rijk vestigden en accultureerden.